# 钟屯乡
钟屯乡，是中华人民共和国辽宁省锦州市古塔区下辖的一个乡镇级行政单位。

## 行政区划
钟屯乡下辖以下地区：
东王屯村、罗台子村、四方台村、帽山村、胜利村、二郎洞村、沙河卜村、候屯村和何屯村。